# Camponotus biolleyi
Camponotus biolleyi é uma espécie de inseto do gênero Camponotus, pertencente à família Formicidae.